# Панча-таттва
Панча-таттва (pañca-tattva IAST) - санскритський термін, який використовується в Гауді-вайшнавізмі для позначення п'яти іпостасей Бога, що втілилися на землі в кінці XV століття а. Це був основоположник гаудія-вайшнавізму Чайтан'я Махапрабгу і його чотири найближчі супутника: 
1. Чайтан'я Махапрабгу - спільне втілення Радхі і Крішни.
2. Нітьянанда - втілення Баларами.
3. Адвайта Ачар'я - спільне втілення Вішну і Шиви (Харіхара).
4. Гададхар Пандіт - втілення внутрішньої енергії Крішни «хладіні-шакті».
5. Шріваса Тхакур - втілення Наради, чистого відданого Крішни.

Основною місією Панча-таттви було поширення практики колективного співу ведичної мантри «Харе Крішна» і культу Радгі-Крішни. 

## Панча-таттва мантра

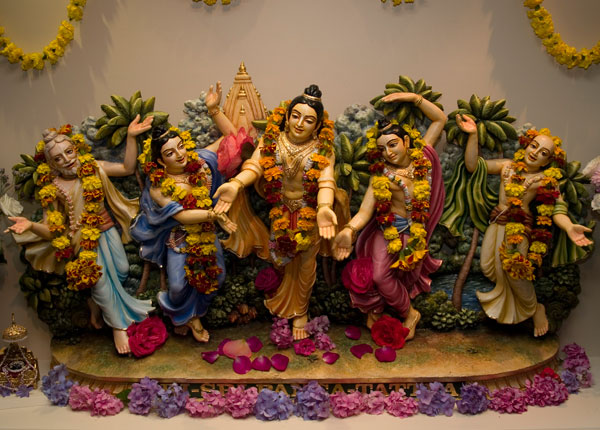
Вівтар з "фігурками" Панча-Таттви

У традиції Гауді мантра формується з імен п'яти членів Панча-Таттви. Її часто говорять або співають як засіб відданого поклоніння або медитації ( джапа ). Часто ця мантра співається або скандували до мантри Харе Крішна. 
jaya śrī-kṛṣṇa-caitanya prabhu-nityānanda,
śrī-advaita gadādhara śrīvāsādi-gaura-bhakta-vṛnda